# Ryszard Jacoby
Ryszard Zygmunt Jacoby (ur. 8 maja 1941 w Warszawie) – polski dyplomata i ekonomista, chargé d’affaires w Boliwii (1973–1977).

## Życiorys
Syn reżysera i scenarzysty Jana oraz Hanny z domu Gużewskiej, córki Adolfa. Od 1962 należał do Polskiej Zjednoczonej Partii Robotniczej, był m.in. członkiem egzekutywy POP PZPR przy CEI „Minex”. W 1964 uzyskał tytuł magistra ekonomii na Szkoły Głównej Planowania i Statystyki. Po studiach podjął pracę w Przedsiębiorstwie Handlu Zagranicznego „Polservice” jako stażysta, a następnie handlowiec w dziale realizacji kontraktów. Od marca 1966 do stycznia 1967 delegowany przez Ministerstwo Spraw Zagranicznych do Międzynarodowej w roli tłumacza do Międzynarodowej Komisji Nadzoru i Kontroli w Wietnamie. Następnie przeszedł do Centrali Eksportowo-Importowej „Minex” jako starszy handlowiec, a następnie kierownik sekcji kamienia budowlanego i drogowego. W 1973 został attaché handlowym ambasady PRL w La Paz. Od 15 października 1973 do 4 listopada 1977 pełnił funkcję chargé d’affaires PRL w Boliwii. W III RP zaangażowany w działalność gospodarczą jako prokurent i członek rad nadzorczych spółek z branży materiałów budowlanych (m.in. w sprywatyzowanym „Minexie”). Był również zastępcą stałego przedstawiciela RP przy Biurze Narodów Zjednoczonych w Genewie (ok. 2003).
Ojciec Marcina Jacoby’ego.

## Odznaczenia
W 1999 odznaczony Złotym Krzyżem Zasługi zasługi dla rozwoju gospodarki narodowej.